# Сторожевая линия
Сторожевая линия — комплекс сигнальных, караульных и оборонительных сооружений, непрерывных на всём протяжении вдоль государственных границ. 

## История
Сторожевая линия воздвигалась в малозаселённой степной местности Руси (Дикие поля) для защиты от набегов кочевников. Впереди сторожевой линии к Крымской стороне выставлялись сторожи, отсюда и название.
Сторожевая линия состояла в степной местности из земляного вала со рвом, в лесной местности — завала срубленных деревьев (засечная линия). Могли усиливаться редутами и частоколом. Через определённые промежутки были поставлены наблюдательные пункты — вышки или башни (каменные и деревянные) с наблюдателями, расположенных на таком расстоянии друг от друга, чтобы можно было видеть подаваемые часовыми условные сигналы, в таких сторожах или блокгаузах помещались три — четыре — 10 человек личного состава детей боярских, городовых казаков-черкас и других знатных людей, и опорные пункты — крепости с гарнизонами по городкам, местечкам и станицам.
Карлом Великим для охраны и обороны государства, от внезапных вторжений саксов, была устроена сторожевая линия, которая тянулась от Немецкого моря до верховьев Дуная и далее. А в России при Петре I, в 1717 году, была устроена Царицынская линия между реками Волга и Дон, на протяжении 60 верст, с 25 караулками.
В 1842 году при пеших и конных частях черноморского войска, установлены особые казачьи команды — пластуны, которые высылались вперед от сторожевой линии и, лежа в камышах реки Кубань, составляли линию засад.

## Сторожевые линии
- Украинская линия
- Азово-Моздокская укрепленная линия
- Царицынская сторожевая линия
- Сибирская линия
- Иртышская линия
- Бийская линия
- и другие.